# Kharadgerd
Kharadgerd (persiska: خرد گرد) är en ort i Iran.   Den ligger i provinsen Khorasan, i den östra delen av landet, 800 km öster om huvudstaden Teheran. Kharadgerd ligger 954 meter över havet och antalet invånare är 1 406.
Terrängen runt Kharadgerd är varierad. Runt Kharadgerd är det glesbefolkat, med 13 invånare per kvadratkilometer. Närmaste större samhälle är Nashtīfān, 11,3 km söder om Kharadgerd. Omgivningarna runt Kharadgerd är i huvudsak ett öppet busklandskap.